# 丹利斯克羅斯羅茲 (阿拉巴馬州)
丹利斯克羅斯羅茲（英語：Danleys Crossroads）是一個位於美國阿拉巴馬州科菲縣的非建制地區。該地的面積和人口皆未知。

## 地理
丹利斯克羅斯羅茲的座標為31°25′09″N 86°10′04″W / 31.41916°N 86.16777°W，而該地最高點為海拔高度130米（即430英尺）。